# La Genoveva
La Genoveva és un vehicle d'època, patrimoni municipal de la ciutat de Barcelona. Ha participat, des del 1978, al Ral·li Internacional de cotxes d'època Barcelona-Sitges. El seu nom fa referència a la comèdia britànica Genevieve, dirigida el 1953 per Henry Cornelius, i protagonitzada per un vehicle molt semblant.
Des del 2012, el vehicle s'exposa al pati de l'Ajuntament de Barcelona. Durant anys, els conductors veterans Ignacio Oliva i Agustí Mulero van posar cura perquè funcionés i treien el vehicle a circular pels carrers barcelonins diverses vegades al llarg de l'any.
La Genoveva és un Renault 11 HP, fabricat a França el 1908 i matriculat el 1914 (matrícula: B-2115). El 1968, va passar a mans de l'Ajuntament de Barcelona, el qual se'n van fer càrrec de la seva restauració i conservació. L'Ajuntament de Barcelona va ser el quart propietari de La Genoveva. El 1971 el van condicionar i posar a punt, després de contactar amb la firma automobilística per aconseguir-ne les peces originals i l'esquema mecànic del vehicle.